# Tøndering Sogn
Tøndering Sogn var et sogn i Salling Provsti (Viborg Stift).
I 1800-tallet var Tøndering Sogn anneks til Durup Sogn. Begge sogne hørte til Harre Herred i Viborg Amt. Durup-Tøndering sognekommune blev ved kommunalreformen i 1970 indlemmet i Sallingsund Kommune, som ved strukturreformen i 2007 indgik i Skive Kommune.
I Tøndering Sogn ligger Tøndering Kirke.
1.	december 2024 indgik sognet i Durup-Tøndering-Nautrup Sogn
I sognet findes følgende autoriserede stednavne:
- Hegnet (ejerlav, landbrugsejendom)
- Hegnetsmølle (bebyggelse)
- Hegnetsmølle Å (vandareal)
- Tøndering (bebyggelse, ejerlav)
- Vilholm (bebyggelse)

Vilholm ligger delvist i Durup Sogn.